# South Zanesville (Ohio)
South Zanesville es una villa ubicada en el condado de Muskingum en el estado estadounidense de Ohio. En el Censo de 2010 tenía una población de 1989 habitantes y una densidad poblacional de 927,48 personas por km².

## Geografía
South Zanesville se encuentra ubicada en las coordenadas 39°54′13″N 82°1′5″O / 39.90361, -82.01806. Según la Oficina del Censo de los Estados Unidos, South Zanesville tiene una superficie total de 2.14 km², de la cual 2.14 km² corresponden a tierra firme y (0%) 0 km² es agua.

## Demografía
Según el censo de 2010, había 1989 personas residiendo en South Zanesville. La densidad de población era de 927,48 hab./km². De los 1989 habitantes, South Zanesville estaba compuesto por el 94.12% blancos, el 3.02% eran afroamericanos, el 0.3% eran amerindios, el 0.05% eran asiáticos, el 0.05% eran isleños del Pacífico, el 0.1% eran de otras razas y el 2.36% pertenecían a dos o más razas. Del total de la población el 0.25% eran hispanos o latinos de cualquier raza.